# Philipp Kirkorov
Philipp Bedrossovitch Kirkorov (en russe : Фили́пп Бедро́сович Кирко́ров ; en bulgare : Филип Бедросов Киркоров, Filip Bedrosov Kirkorov), né le 30 avril 1967 à Varna en RP de Bulgarie, est un chanteur populaire russe d'origine bulgare avec des ascendances arméniennes. Il est également producteur. Il a été nommé artiste du peuple de la fédération de Russie en 2008. Kirkorov est l'un des chanteurs les plus populaires de Russie : il a en effet reçu huit fois le prix Ovation (Овацияk, cinq fois le World Music Awards, plusieurs fois le Gramophone d'or (Золотой граммофон), et d'autres. Il a été l'époux d'Alla Pougatcheva de 1994 à 2005 qui l'a lancé dans l'industrie du spectacle russe. Il a représenté la Russie pour le Concours Eurovision de la chanson 1995.

## Biographie
Philipp Kirkorov est le fils d'un chanteur et d'une chanteuse bulgares d'origine arménienne qui déménagent à Moscou, lorsque leur fils a cinq ans. Ils les accompagne dans leurs tournées en province dès son plus jeune âge. Il fait ses études à l'école musicale Gnessine de Moscou en 1985-1988 qu'il termine avec un diplôme rouge (équivalent de la mention très bien). Il commence sa carrière dès 1985 avec son apparition à la télévision dans une chanson bulgare Aliocha, mais c'est en 1987 qu'elle prend un véritable tournant avec une tournée à Berlin Est au Friedrichstadt-Palast et sa rencontre quelques mois plus tard avec Alla Pougatcheva, la célèbre chanteuse qui l'invite à ses spectacles télévisés Rencontres de Noël. Les années 1990 consacrent sa popularité avec de nombreuses chansons et dès lors Kirkorov ne quitte plus le devant de la scène dans toute la Russie et les anciens pays du bloc soviétique.
Le 31 décembre 2014, il chante à la télévision russe la chanson de Mireille Mathieu Tous les enfants chantent avec moi en français pour le réveillon.
Début novembre 2016, Didier Marouani, le fondateur du groupe Space, porte plainte devant les tribunaux russes contre Kirkorov, qu'il accuse d'avoir copié Symphonic Space Dream de Space pour son titre Cruel Love.
Le 20 avril 2017, il est décoré de l'Ordre de l'Honneur par le président Vladimir Poutine.

## Vie privée
Il est marié avec Alla Pougatcheva de 1994 à 2005.
Il est père de deux enfants, sa fille Alla-Viktoria Filipovna est née le 26 novembre 2011 aux États-Unis et le 29 juin 2012 il annonce la naissance d'un fils, Martine Filipovitch. Les deux enfants sont nés de mères porteuses.

## Discographie
Albums studio:
- 1990 : Philipp
- 1990 : Sindbad-Morehod
- 1991 : Ciel et Terre (Nebo I Zemlya)
- 1991 : Ty, Ty, Ty
- 1992 : Takoi Sakoi
- 1994 : Je ne suis pas Raphaël (Я не Рафаэль, Ya Ne Raphael)
- 1995 : Primadonna
- 1995 : Skaji Solntsou Da
- 1998 : S Liouboviou k Edinstvennoï (С любовью к Единственной)
- 1998 : Oi, Mama Shika Dam
- 2000 : Chelofilia
- 2001 : Magico Amor
- 2002 : Vlubloniy I Bezumno Odinokiy
- 2003 : L'Inconnue (Незнакомка, Neznakomka)
- 2004 : Les Duos (Дуэты)
- 2007 : For You
- 2011 : ДруGOY
- 2016 : Moi (Ya)

Singles:
- 1999: Mish
- 2000: Ogon I Voda
- 2000: Kilimandjaro
- 2001: Diva (Cover-Version)
- 2001: Ty Poverich?
- 2001: Ya za tebya oumrou
- 2001: Maria
- 2002: Zestokaya Lioubov
- 2004: Sam P..A?! Ili Kirkorov MAZZDie!!!
- 2005: Kak sumachedchiy ya
- 2009: Zara
- 2015: L'amour sans réponse (Neotvetnaïa lioubov)

Live:
- 2001: Vtchera, sevodnya, zavtra...

Compilations:
- 1996 : Skaji Solntsou Da
- 1999 : Clips vidéo
- 2000 : Philipp Kirkorov: Clips vidéo
- 2001 : Philipp Kirkorov: The Best Video
- 2005 :The Best Video
- 2006 : Karaoké selon Kirkorov
- 2008 : Grande collection

## Reprises
- Je ne suis pas Raphaël (Я не Рафаэль, Ya nié Raphaël), 1994
  - Romeo & Juliet de Blue System
  - London Nights de London Boys
  - Nezabava de Katia Filipova
  - Ty skajy mne vichnia d'Evgueni Martynov (ru)
- Skaji solntsou da, 1995
  - Ay, Ay Sailor de Baccara
  - Ola kala, ola orea de Georges Dalaras
  - Ti si mi u krvi de Zdravko Čolić
  - Slavianski bazar de Vladimir Asmolov (ru)
  - Let's Twist Again de Chubby Checker
- S liouboviou k edinstvennoï, 1998 
  - Bitter Wine de Veselin Marinov (en)
  - Delilah de Tom Jones
  - Go de Scott Fitzgerald
  - Cara mia de Baccara
  - Pozdno et Ouletaï, toutcha de Alla Pougatcheva
  - Ay, Ay sailor de Baccara
- Les Duos (Дуэты), 2004  
  - The Show Must Go On de Queen
  - Une vie d'amour de Charles Aznavour
  - I Got A Girl et Mambo № 5 de Lou Bega
  - Let Your Spirit Fly de Pernilla Wahlgren et Jan Johansen
  - Tchaïnaïa roza de Kay Metov (en)
- For You, 2007
  - Let's Get Wild, Gigalo et The Light of Your Soul de Élena Paparízou
- ДруGOY, 2011
  - Hope & Glory et Cara Mia de Måns Zelmerlöw
  - Hero de Charlotte Perrelli
  - Pour Un Flirt chantées par Michel Delpech
  - Sneg d'Iryna Bilyk
  - Disco Partizani de Shantel
  - Disco Boy de Goran Bregović
  - La Voix de Malena Ernman
  - Kalimba de Luna de Tony Esposito
  - Kristina de Zdravko Čolić
- Philipp Kirkorov chante en français Bella de Maître Gims